# 無敵巨鯊大戰機甲猛鯊
《無敵巨鯊大戰機甲猛鯊》（英語：Mega Shark Versus Mecha Shark）是一部2014年美國怪獸災難片，由埃米爾·愛德溫·史密斯執導，這也是他的導演處女作。該片由克里斯多夫·賈基、伊麗莎白·羅姆和黛比·吉布森主演，為《無敵巨鯊》系列電影的第三部作品。《無敵巨鯊大戰機甲猛鯊》於2014年1月28日在美國以DVD首映的方式發行。

## 劇情
為了應對不斷對美國船艦造成威脅的另一條變種巨鯊，聯合國讓美軍開發了一種「機甲鯊」，使雙方在海中持續對峙，但之後卻發生了令人意想不到的事，讓軍方感到棘手。

## 演員
- 克里斯多夫·賈基（英语：Christopher Judge）飾演傑克·特納
- 伊麗莎白·羅姆飾演蘿西·格雷
- 黛比·吉布森飾演艾瑪·麥尼爾
- 保羅·B·安德森飾演尼諾（配音）
- 比揚·蘭德（英语：Beejan Land）飾演羅伊
- 馬特·拉根飾演恩格爾貝格海軍上將

## 外部連結
- Mega Shark Versus Mecha Shark （页面存档备份，存于） at the Asylum
- 互联网电影数据库（IMDb）上《Mega Shark vs. Mecha Shark》的资料（英文）
- 爛番茄上《Mega Shark vs. Mecha Shark》的資料（英文）